# 板英尺
板英尺（board-foot）是美国和加拿大用于木材的专业计量单位。1板英尺为1英尺长、1英尺宽且1英寸厚的木材体积。
板英尺常缩写为BDFT、BF或FBM（“英尺，板计量”，“foot, board measure”）。千板英尺常缩写为MBFT、MBF或MFBM。
在澳大利亚和新西兰，常使用“超级英尺”（super foot或superficial foot）来表达相同含义。
1板英尺等于：
- 1 英尺 × 1 英尺 × 1 英寸
- 12英寸 × 12英寸 × 1 英寸
- 144英寸³
- 1⁄12英尺³
- 2360 cm³
- 2.360 升
- 0.002360 立方米

板英尺是用于原木或刨光木材的计量单位。举个例子，需要从木材零售商处购买2x4的刨光软木。这里的2x4实际上只有1½ × 3½in (38 × 89 mm)，但是木材的批发商仍然会用2x4来进行计量，虽然不同的供应商采用不同的“标准”。这意味着标注的木材体积可能包括木材之间的空隙，这和木材的真实体积会存在差异。
对于刨光的木材而言，标注板英尺时，通常给出木材的厚度和宽度（以英寸为单位），这些数据根据干燥并刨光前的尺寸计算；而对于木材的长度则使用实际数值（以英尺为单位）。
在转换软木的标注值到实际值时，通常将2英寸（51）以下的尺寸减去¼英寸；8英寸（203）以下的尺寸减去½英寸；更大的尺寸则减去¾英寸。而硬木的体系则更为复杂。